# SU Возничего
SU Возничего — орионова переменная в созвездии Возничего, удалённая от нас на расстояние приблизительно 500 световых лет. Возраст звезды оценивается в 3 млн лет. Звезда производит колоссальные выбросы, зафиксированные исследователями: выбросы простираются на 176 млрд км с одной стороны и на 160 млрд км с другой. Они направлены в обширное темное молекулярное облако, в котором происходит формирование звёзд.
Астрономы полагают, что газовые выбросы происходят у звёзд, которые еще находятся на стадии формирования и имеют сильное магнитное поле. Гравитационные силы звёзд стягивают газ из родительского облака, в то время как магнитное поле искривляет потоки к полюсам за счет вращения, и выбрасывает часть материи.